# 江南省
江南省，清朝初期设置的省。辖区范围大致相当于今天的江苏省、上海市和安徽省。
始设于顺治二年（1645年），省府位于江宁府（今南京市），其前身是明朝的南直隸。康熙年间，江南分省，分为安徽、江苏二省。乾隆二十九年（1764年）江南省正式从官方上宣告被拆分。

## 历史

### 顺治时期
1644年，清军入关之后，攻占南直隶后，改为“江南省”。最初设一位江南布政使司（驻江宁府），以及江宁巡抚、凤庐巡抚和操江巡抚三名巡抚。根据康熙年间的《大清会典》，布政使为一省之长。因此江南布政使的到任，可以认为江南省成立。

### 江南分省
顺治十八年（1661年），江南布政使分为左、右两位，分驻江宁府、苏州府。右布政使辖宁、镇、苏、松、常，左布政使辖余下地方。然这两位布政使仍冠以“江南”头衔，所以不可认为江南分省。
康熙五年（1666年）五月，裁鳳廬巡撫，所属庐州府、凤阳府，滁、和2个州归并安徽巡抚管理；淮安府、扬州府及徐州府隶属江南右布政使司。此时左、右两布政使辖境已经和现在安徽、江苏两省十分接近。康熙六年（1667年），左、右布政使分别改为安徽布政使、江苏布政使（这是“安徽”、“江苏”这两个省名出现之始），依然分驻江宁府、苏州府，但江宁府本身属于江苏布政使辖境。但是，康熙会典中仍然认为全国为十四省，所以这里的两个布政使辖境还只是两省的雏形罢了。另外，康熙二十九年，分定江南、浙江洋汛，嵊泗地域划归江南省江苏布政使司的崇明县。
乾隆二十五年（1760年），安徽布政使从江宁府迁往安庆府。同时，江苏布政使一分为二——江宁布政使（驻江宁府 ）和江苏布政使（驻苏州府）。江苏省境内形成了一巡抚两布政的格局。不过，从清朝中期开始，巡抚逐步取代了布政使成为一省之长，所以江苏内部分两个布政的情况并不被认为是“分省”，毕竟名义上还有“江苏巡抚”统辖坐镇。与此同时，王安国于乾隆十三年（1748年）提出会典名不副实，后来乾隆会典上正式记载全国分为十又八省，乾隆二十九年（1764年）江南省正式从官方上宣告被拆分。行政分离后，两省科举共同用乡试贡院——江南贡院则维持至1905年废除科举。

### 太平天國時期
此外，太平天国将其所控制的原江南省地区分为四省：
1. 江南省（南京周边地区，又称天京省）
2. 天浦省（以江浦为中心）
3. 苏福省（首府为苏州）
4. 安徽省（首府为安庆）

## 延伸阅读
[在维基数据编辑]
 《欽定古今圖書集成·方輿彙編·職方典·江南總部》，出自陈梦雷《古今圖書集成》